# Eberhard Schenk
Eberhard Schenk (Schneidemühl, 1929. július 17. – Bergen auf Rügen, 2010. július 23.) a Német Demokratikus Köztársaság (NDK) német sportolója volt, aki az NDK egyik legjobb gátfutója volt az 1950-es években és két bajnoki címet nyert.
1951-ben Schenk negyedik, 1952-ben pedig harmadik helyezést ért el az NDK atlétikai bajnokságán 110 méteres gátfutásban. Karl Scholz mögött 1952-ben 200 méteres gátfutásban második helyezett lett. 1953-ban és 1954-ben Schenk második helyezett lett az NDK atlétikai bajnokságán 110 méteres gátfutásban Gerhard Schmolinski mögött. Schenk 1954-ben szerezte meg az első bajnoki címét 200 méteres gátfutásban. 1955-ben megnyerte a 110 méteres gátfutást is.
Schenk először az Einheit Rostock versenyzőjeként indult, később az SC Empor Rostocknál versenyzett. Pályafutása után doktori címet szerzett, majd háziorvosként dolgozott aktívan Bergen auf Rügenben. Fia, Christian Schenk 1965-ben született, aki 1988-ban Szöulban megnyerte az olimpiai tízpróbát.

## Legjobb eredményei
- 100 méteres futás: 11,0 s
- 200 méteres futás: 22,8 s
- 400 méteres futás: 52,8 s
- 110 méteres gátfutás: 14,8 s
- 200 méteres gátfutás: 24,7 s
- 400 méteres gátfutás: 55,8 s
- Távolugrás: 6,24 m
- Hármasugrás: 13,95 m

## Fordítás
- Ez a szócikk részben vagy egészben  az   Eberhard Schenk című német Wikipédia-szócikk ezen változatának fordításán alapul.  Az eredeti cikk szerkesztőit annak laptörténete sorolja fel. Ez a jelzés csupán a megfogalmazás eredetét és a szerzői jogokat jelzi, nem szolgál a cikkben szereplő információk forrásmegjelöléseként.